# Dítě (Star Trek: Nová generace)
Dítě (v anglickém originále The Child) je v pořadí první epizoda druhé sezóny seriálu Star Trek: Nová generace.

## Příběh
USS Enterprise D převáží vzorky nebezpečného plazmového moru na federační lékařskou základnu, aby zde mohli studovat jejich účinky. Loď vyzvedává novou šéflékařku, doktorku Katherine Pulaskou. Doktorka Beverly Crusherová odešla pracovat na lékařskou základnu Hvězdné flotily. Kapitán Jean-Luc Picard povýšil Geordiho La Forge na šéfinženýra, Worf se stal velitelem bezpečnosti.
Kolem lodi proletí svazek energie. Dostane se dovnitř a nakonec pronikne do spící Deanny. Kapitán přichází do lodního baru, kde ho doktorka Pulaská informuje o Deannině situaci. Deanna je těhotná. Její těhotenství ale probíhá nezvykle rychlým tempem. Poradkyně velmi brzy porodí zdravého chlapce.
Kluk velmi rychle roste. Doktorka Pulaská se seznamuje s Datem, kterého označí za pouhý stroj. Enterprise mezitím doletí na místo a předá vzorky. Jeden z kontejnerů ale vykazuje zvýšenou hladinu vzorků. Geordi to dává do souvislosti s lodním warpovým pohonem. Posádka se snaží najít způsob jak snížit energii z kontejneru, aby nedošlo k rozšíření viru. Wesley Crusher se rozhoduje o své budoucnosti, matka mu schází. Zajde se proto poradit s barmankou Guinan do lodního baru.
Deannin syn již vypadá na osm let. Poradkyně z něj vycítí velké starosti a oznámí to posádce. Doktorka Pulaská chlapce skenuje. Jeho životní funkce slábnou. Ukáže se, že hoch je příčinou zvýšené radiace. Deanna s pláčem sleduje jeho umírání. Chlapec se ale promění zpět v energii a odletí zpátky do vesmíru. Růst viru se po jeho odchodu zastaví. Deanna s chlapcem telepaticky komunikovala. Zjistila že byl energetickou bytostí. Narazil na Enterprise a rozhodl se loď prozkoumat. Uvědomil si však, že je příčinou nebezpečné radiace a rozhodl se odejít.
Wesley se rozhodl zůstat na lodi. Kapitán Picard se ho ptá, zda o svém rozhodnutí hovořil s matkou. Wesley naznačí, že chtěl mít nejdřív kapitánovo svolení. Picard souhlasí. Deanna se nabízí, že na chlapce po službě trochu dohlédne. Loď pak odlétá na další misi.